# Bibiano
Bibiano Adonis Morón Giménez, más conocido como Bibiano (Santiago de Compostela, 21 de diciembre de 1950 - Vigo , 28 de diciembre de 2016), fue un músico y compositor gallego.

## Historia
Bibiano Adonis Morón Giménez, conocido musicalmente como Bibiano, nació en Santiago de Compostela (Galicia) el 21 de diciembre de 1950 y fallece el día 27 de diciembre aunque se hace público el Día de los Inocentes, 28 de diciembre de 2016, como si de una broma se tratase, que no sería extraño porque era un bromista con un humor gallego (lo que eso interprete cada uno). Es uno de los más grandes músicos y compositores gallegos de todos los tiempos. Es conocido su paso por la Catedral Compostelana desde 1965 siendo “Niño de Coro” y miembro de la Escolania. Fundó varios grupo de rock, Los Tanos, Thaker Fusión Combo y “O Noso Tempo“.. Eran los últimos años de la dictadura y Bibiano, implicado con el idioma y la tierra gallega, se une al colectivo Voces Ceibes en una reunión en casa del escritor Alfredo Conde, comprometiéndose a dignificar la lengua y denunciar la situación política y social.
Bibiano se introduce en el colectivo por medio de su amistad con Vicente Araguas y posteriormente con Xerardo Moscoso.  Por su influencia rock,  sus planteamientos eran más innovadores y abiertos que los de sus compañeros. Sentía una gran admiración por músicos anglosajones como Los Sputniks, Los Beatles, Los Rolling Stones, Bob Dylan o Janis Joplin y comienza a experimentar con el rock progresivo con una clara vertiente anglosajona. Es evidente durante el desarrollo de su carrera la integración de sonidos “folkies” con la música electrónica que se imponía en ese periodo. Fue el primer cantautor gallego en introducir la percusión y los instrumentos eléctricos. Esta innovación le produjo un rechazo entre los sectores más conservadores que no supieron apreciar su enorme valía.

### Grabaciones
En 1972 forma parte del disco “Cerca de Mañana” (Grabación Universal, 1972), recopilatorio de canciones del País Vasco, Cataluña, Galicia y España compartido entre otros por Lluís Llach, Pablo Guerrero y Benedicto, con el tema  “A campan”.  El LP es editado en Francia con motivo de la exposición Solidaridad y Arte que se presentó en la Muestra de Arte Contemporáneo de Milán. En un encuentro en Roma el 11 de marzo de 1972, con Ignacio Gallego, Carlos Elvira, Manuel Azcarate y Santiago Álvarez, ingresa en el Partido Comunista como respuesta personal a los sucesos de Ferrol del día anterior. Recorre Italia, compartiendo escenario con Quilapayun, Francia, Suiza y sobre todo Portugal.
A partir del 1974 se comienzan a realizar actuaciones multitudinarias, siendo las más exitosas las que Bibiano realiza junto a Benedicto. Dentro de estos conciertos con Benedicto hay dos fechas destacadas: la del 2 de marzo de 1975, día en el que se hace público el manifiesto “Movemento Popular da Canción Galega” firmado por la mayoría de músicos comprometidos, y la del 25 de junio de 1976. Este último concierto fue en el Pabellón de Deportes de Coruña dentro del homenaje a Santiago Álvarez, preso en el penal de Carabanchel junto a Santiago Carrillo y otros líderes comunistas. El ambiente, la emoción y la tensión de aquel recital fueron registrados en una grabación clandestina que se podía obtener con mucho secreto.
El Correo Gallego en el año 92 le rindió el merecido homenaje en el casete “Benedicto e Bibiano (En Directo)” (El Correo Gallego, 1992). Este iniciaba la colección Fonoteca 92 y recoge seis de los nueve cortes que contenía la grabación clandestina original. Bibiano aporta “Can de palleiro”, “Samba para mocidade” (Celso Emilio Ferreiro) y “Amador e Daniel” (Uxío Novoneyra) y Benedicto “Dorna”, “Pola unión” (Celso Emilio Ferreiro) y la adaptación de la canción popular “Nosa Señora da Guía”..
Juntos también realizarían la presentación en Madrid y Barcelona del espectáculo “Agora Entramos Nós”. Estos acontecimientos suponen el fin de décadas de silencio y el inicio de una nueva etapa en la que la canción gallega se desarrolla libremente dentro de unos cauces regidos por la libertad y el profesionalismo. Son históricos por multitudinarios, los conciertos de      “ Los Pueblos Ibéricos” celebrado en La Universidad Autónoma de Madrid y “ Trobada dels Pobles” en el Estadio del Levante de Valencia, así como los conciertos en La Casa de Campo de Madrid en las Fiestas del Mundo Obrero del P.C.E

### Vigo
En los inicios de los años en Vigo trabaja en empresas auxiliares de la construcción naval en Astilleros Barreras, A Riouxa y Forjas del Miñor. Participa en la fundación de las Xuventudes Comunistas y es destacado activista sindical en CCOO y mantiene una estrecha amistad con Celso Emilio Ferreiro.
Con Benedicto realizan actuaciones conjuntas y participando cada uno de ellos en las grabaciones del otro. Así, Bibiano participa en la grabación del álbum de Benedicto “Pola Unión” (CFE, 1976) y este en el primer trabajo de Bibiano: “Estamos Chegando o Mar” (CFE, 1976). Un disco producido por Alain Milhaud que es la obra maestra del músico compostelano. Un ejercicio de tradición y modernidad que sigue vigente a pesar del tiempo transcurrido. Bibiano pone música a los versos del poeta Uxío Novoneyra en “Amador e Daniel” y de Vázquez Pintor en “Os orfos”.
Bajo la dirección de Josefina Molina, graba el documental “ Yo Canto” para TVE. Promovido por el Ministerio de Cultura dirigido por Pio Cabanillas. emitido en horario de máxima audiencia.
También participa en Televisión en varios programas “ Aplauso”  emitidos en “ prime time”.
En 1976 Participa en Angola en el  “ Encontro de amizade e Juventude” do MPLA, en compañía de Fausto, Jose Afonso, Adriano Correia de Oliveira, y los cantores angolanos André Mingas, Philipe Mukenga, Philipe Zau y otros músicos internacionalistas cubanos.
Un año después llega “Alcabre” (CFE, 1977), grabado en los estudios Audiofilm con las colaboraciones de Suso Quiroga (guitarra española), Xoán Piñón (Generación 49, N.H.U., DOA) a la guitarra eléctrica, Florencio González y Pepe Bordallo (Outeiro, DOA) al bajo, Fernando Llorca (Clunia, Outeiro) en la percusión y Bernardo Martínez (DOA) con la flauta y el pandeiro.
El último trabajo de larga duración de Bibiano llega en el año 79 con “Aluminio” (CFE, 1979).  Su trabajo más controvertido y el que supuso el distanciamiento del público y el entorno político con el que se relacionaba. El problema del disco fue la incomprensión, su versión electrificada del “Negra sombra” de Rosalía de Castro fue acogida con frío y críticas feroces. La innovación y la libertad creativa no siempre son bien acogidas en un primer momento. 
El disco es grabado con el acompañamiento de Xaquín Blanco (DOA) en gaitas, flautas y la bombarda, Pepe Bordallo al bajo y la guitarra eléctrica, Fernando Llorca en la batería y percusiones, J.K. Jones al piano y Luis Cobos en los sintetizadores y los efectos de Luis F. Soria.
Bibiano abandona la música profesional como solista pero establece una estrecha amistad con Teo Cardalda (Golpes Bajos, Cómplices), Pablo Novoa (Golpes Bajos, La Marabunta, Novoa ) y Javier Martínez (Aerolíneas Federales, Bar) con los que forma la banda Trenvigo, actuando en diversas ciudades de España, Portugal y Bulgaria y organiza los Festivales, Onda de Vigo, Nadal Jazz y Nadal Rock, en este Festival, se presenta po primera vez el grupo Siniestro Total.

### Detrás del escenario
Después de esta breve experiencia grupal desarrollando una música pop se retira definitivamente y se dedica a la promoción de conciertos y crea el primer “Aula de Música Moderna y Electrónica” en la Escuela de Artes y Oficios de Vigo. Ésta ha servido para que muchos jóvenes músicos se iniciaran en la grabación de sus primeras maquetas.
En esta ciudad abre la sala de conciertos y discoteca El Kremlim, uno de los templos de la Postmodernidad y de la conocida Movida Viguesa.

Dedicado a la promoción de grandes eventos ha organizado innumerables conciertos por España, Portugal y Brasil Entre ellos el primer gran concierto de una figura de primer nivel en el Estadio de Balaidos en Vigo, Madonna en el año 1991, y el Festtival Afroamerica 92, emitido por TVE2. Realizó también otros conciertos de artistas como Toquinho, Djavan, Milton Nascimento, Leonard Cohen, Madonna, James Brown, Iggy Pop, Elvis Costello, Santana, Lou Reed, Willy de Ville, Van Morrison, Ray Charles, Tracy Chapman, Silvio Rodríguez, Pablo Milanés, Sabina y Serrat, Caetano Veloso, Duran Duran, Latoya Jackson, Gloria Gaynor, Bonnie Tyler, Carlinhos Brown, Supertramp, Eric Burdon, Texas, Wilco, Metallica, Motorhead, Mika, James Blunt y un interminable número de grupos nacionales de primer nivel como Calamaro y Fito & Fitipaldis, Extremoduro, Nacha Pop + Los Secretos, Ana Belén y Víctor Manuel llegando a realizar más de mil conciertos durante su etapa de promotor musical. Organiza el Concierto Inaugural del Auditorio "Mar de Vigo" con Luz Casal.

En el área audiovisual promueve numerosas producciones tales como •” A Gran Verbena” y numerosas galas en directo por las villas de Galicia para TVG.  y  la S.A. Xacobeo en diversos años.

En el año 2008 recibe de La Universidad de Santiago de Compostela la placa "Homenaxe a Voces Ceibes".
Colaboró con medios digitales, sobre Gastronomía y Política y realizó estudios universitarios de Historia del Arte. Falleció el 28 de diciembre de 2016.

### Discografía de Bibiano
1.972
A campan do Pobo.  Disco Cerca del mañana. Editado en la clandestinidad por C.C.O.O.
1976
Estamos Chegando o Mar
Bibiano
CFE
4.25/5
4.25/5
1977
Alcabre
Bibiano
CFE
3.75/5
3.75/5
1979
Aluminio
Bibiano
CFE
4.00/5
1989                                                                                                                                      Deitado frente ao mar. Disco Homenaxe a C.E. Ferreiro. Xunta de Galicia. Consellería de Cultura.
1992
Benedicto e Bibiano (En Directo)
Bibiano
El Correo Gallego
3.25/5  
2013                                                                                                                                             Estamos Chegando o mar. De Voces Ceibes a Milladoiro. Anton Seoane. Editorial Galaxia.
Documental "Yo canto" emitido en TVE